# Quick Time Event

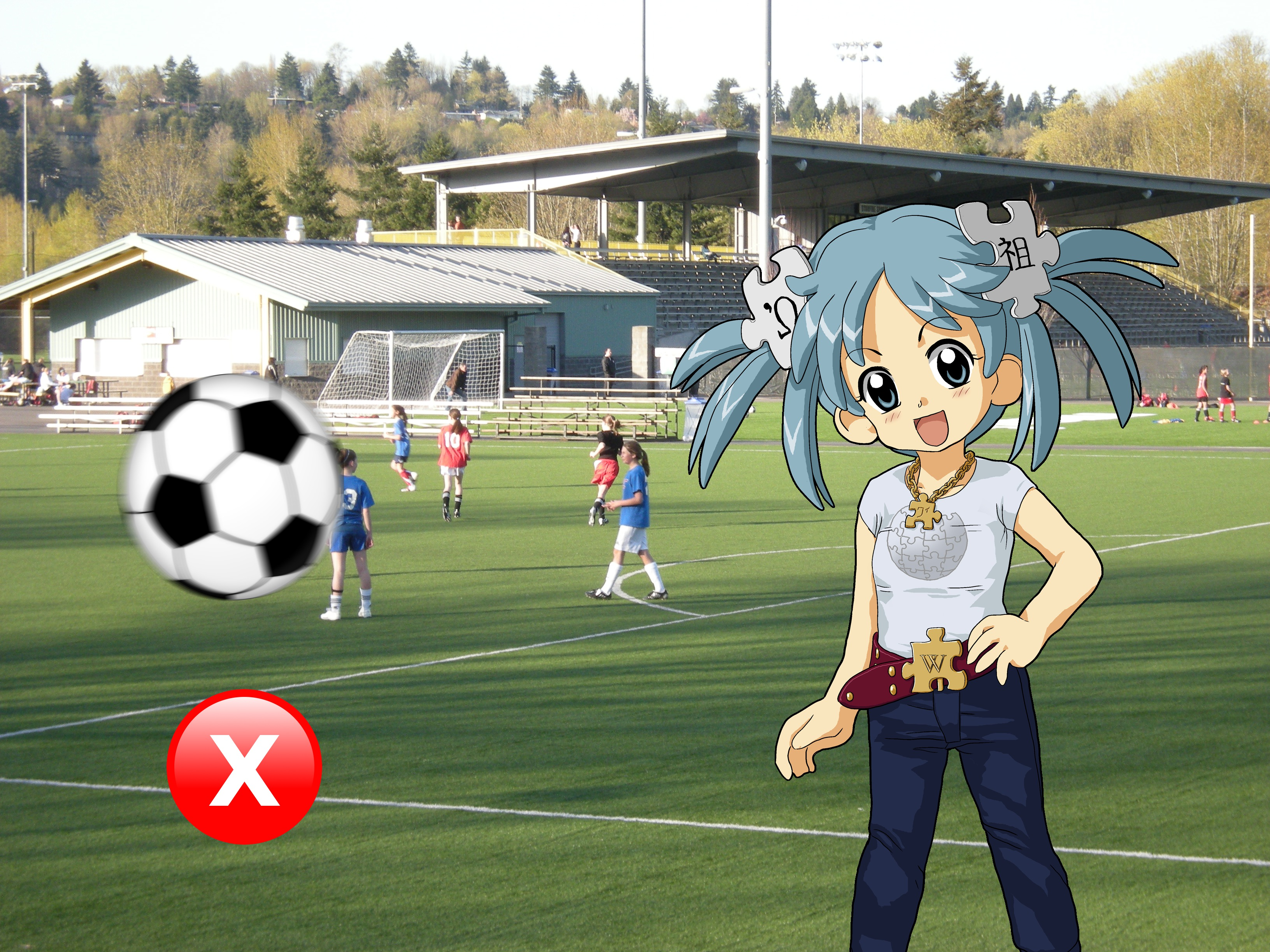
Гіпотетичний приклад події швидкого часу у відеогрі. Натискання кнопки X може зупинити Wikipe-tan від удару Футбольний м'ячем.

Quick Time Events або QTE (укр. короткочасна подія) — елемент відеоігор. Зводиться до того, що на моніторі висвічуються певні клавіші або їх поєднання, і гравець повинен вчасно натискати на відповідні клавіші, щоб персонаж виконував певні дії.
Система представлена в багатьох іграх останніх років, вона більш характерна для ігрових приставок, ніж для PC-ігор. Часто використовується в аркадах. Термін «швидка часова подія» приписується Ю Сузукі, режисеру гри Shenmue, яка широко використовувала функцію QTE (тоді вона називалася «швидкі події з таймером»). Вони дозволяють геймдизайнеру створювати послідовності дій, які не можуть бути виражені через стандартну схему управління грою, або обмежувати гравця у виконанні лише однієї конкретної дії у критичний момент. Хоча деякі види QTE розглядаються як сприятливі доповнення до ігрового процесу, загальне використання QTE було засуджене як журналістами, так і гравцями, оскільки ці події можуть порушити потік гри і змусити гравця повторювати розділи, поки він не опанує подію, додаючи грі помилкову складність.

## Механіка
QTE, як правило, передбачає вказівки на екрані, щоб натискати кнопки або маніпулювати джойстиком протягом обмеженого періоду часу. Запит часто зображується як графічне зображення фізичної кнопки контролера, наприклад, ігри на консолях PlayStation можуть показати будь-яку з чотирьох кольорових кнопок (X, квадрат, коло або трикутник). Такі дії є нетиповими в іншому контексті. У той час як більшість підказок просто вимагають, щоб гравець натиснув відповідну кнопку в певний момент, деякі можуть вимагати різні типи дій, таких як, кілька разів натиснути певну кнопку, утримувати протягом певного терміну, або натиснувши кнопку завчасно.